# Patrick Reed
Patrick Nathaniel Reed (San Antonio, 5 de agosto de 1990) é um jogador norte-americano de golfe profissional que atualmente joga nos torneios do Circuito PGA. É mais conhecido por conquistar os títulos do WGC-Cadillac Championship de 2014 (en) e do Masters de Golfe em 2018. 

## Infância e carreira amadora
Reed nasceu em San Antonio, no Texas. Formou-se na Universidade Colegial, em Baton Rouge, capital do estado de Louisiana. Enquanto estava lá, venceu, em 2006, o Aberto Britânico de Golfe na categoria Júnior e também classificou-se para o campeonato de golfe amador dos Estados Unidos, em 2007. Reed começou jogar golfe universitário na Universidade da Geórgia em 2008–09. Após os problemas que resultaram na sua expulsão, matriculou-se na Universidade Estadual de Augusta, onde formou-se em negócios. Em 2008, Reed chegou à semifinal do U.S Amateur e perdeu de 3&2 para Danny Lee, a quem acabou conquistando o título do torneio. Em 2010, vence a Jones Cup Invitational.

## Carreira profissional
Após competir no NCAA Championship, Reed profissionalizou-se em 2011.
Em junho de 2011, joga seu primeiro evento do Circuito PGA, no FedEx St. Jude Classic, onde foi eliminado após a segunda rodada. Reed jogou mais dois eventos em 2011, ganhando pouco mais de 200.000 dólares.

## Jogos Olímpicos de 2016
No golfe dos Jogos Olímpicos de Verão de 2016, realizados no Rio de Janeiro, Brasil, terminou sua participação na competição individual masculina em décimo primeiro lugar, representando Estados Unidos.

## Torneios major

### Votórias (1)
| Ano  | Campeonato       | Resultado             | Margem   | Vice-campeão  |
| ---- | ---------------- | --------------------- | -------- | ------------- |
| 2018 | Masters de Golfe | –15 (69-66-67-71=273) | 1 tacada | Rickie Fowler |

## Torneios mundiais de golfe

### Vitórias (1)
| Ano  | Torneios                  | 54 buracos      | Média | Margem de vitória | Vice-campeão(ões)             |
| ---- | ------------------------- | --------------- | ----- | ----------------- | ----------------------------- |
| 2014 | WGC-Cadillac Championship | 68-75-69-72=284 | −4    | 1 tacada          | Jamie Donaldson, Bubba Watson |